# Kairo 678
Kairo 678 ist ein im Jahr 2010 erschienener Spielfilm des ägyptischen Regisseurs Mohamed Diab. Diab gilt als einer der vielversprechendsten jungen ägyptischen Filmemacher. Der Film behandelt das Thema der sexuellen Gewalt in Ägypten.
In Deutschland startete der Film am 8. März 2012 im Arsenal Filmverleih.

## Handlung
Mohamed Diabs Filmdebüt erzählt von drei ägyptischen Frauen aus unterschiedlichen sozialen Schichten, die sich nicht länger mit männlichen Übergriffen abfinden wollen. Fayza (Boshra) wird in den überfüllten Bussen der Metropole begrapscht, Seba (Nelly Karim) wurde vor Jahren Opfer einer Massenvergewaltigung im Beisein ihres Ehemannes. Er kann ihr nicht helfen, was ihn zutiefst beschämt, die Ehe scheitert in der Folge. Nelly kann eine Gruppe von Zuschauern bewegen, ihr gegen die Übergriffe eines LKW-Fahrers zu helfen.
Alle drei wehren sich auf ihre Weise: Fayza sticht den Männern im Bus mit einem Messer in den Genitalbereich; Seba gibt Selbstverteidigungskurse für Frauen und Nelly erstattet Anzeige wegen sexueller Belästigung bei der Polizei, scheitert aber damit. Als erste Frau, die es wagt, bei so einem Vorkommnis Anzeige zu erstatten, wird sie in eine Fernsehsendung eingeladen.

## Rezeption
Der Film erhielt zahlreiche positive Kritiken in der Presse. So schreibt Beatrice Behn auf Kino-Zeit.de: „Cairo 678 setzt die arabische Revolution auf anderer Ebene im Kino fort“, während der Hollywood Reporter dem Film herausragende schauspielerische Leistungen attestiert. Der Film war in Ägypten durchaus umstritten. Es wurde kritisiert, dass er als Ursache sexueller Belästigung die Frustration männlicher Ägypter darstellte.
Mahmoud Hanfy Mahmoud, Sprecher einer Menschenrechtsorganisation, sah schon das von Fayza mitgeführte Messer als Grund, den Film verbieten lassen zu wollen. Die Autoren wehrten sich und argumentierten, sie stellten einfach die alltägliche Vorgehensweise von Frauen dar.

## Auszeichnungen
Beim Dubai International Film Festival 2010 wurden Boshra als Beste Schauspielerin, Maged El Kedwany als Bester Schauspieler ausgezeichnet. 2011 gewann „Kairo 678“ beim Chicago International Film Festival den Silver Hugo als Bester Langfilm sowie Maged El Kedwany als Bester Schauspieler. Ebenfalls 2011 erhielt Nahed El Sebaï den Preis  Beste Schauspielerin der Asia Pacific Screen Awards, außerdem wurde der Film dort mit dem großen Preis der Jury ausgezeichnet.